# LACM 149371
LACM 149371 (Natural History Museum of Los Angeles County specimen 149371) és una enigmàtica dent fòssil de mamífer que data del Paleogen (fa 66-23 milions d'anys) del Perú. El fòssil fou trobat al jaciment de Santa Rosa, que possiblement data de l'Eocè superior (55-34 Ma) o l'Oligocè (34-23 Ma), tot i que no se'n coneix l'antiguitat amb certesa. LACM 149371 s'ha preservat malament i podria haver estat degradat per aigua àcida o el pas pel tracte digestiu d'un depredador. La seva dimensió més gran és de 2,65 mm. Es tracta d'una dent triangular amb sis cúspides que n'envolten el centre, on hi ha tres conques (o fosses). Presenta crestes que connecten les cúspides i separen les fosses entre si. L'estructura microscòpica de l'esmalt dental no s'ha conservat bé.
LACM 149371 fou descrit el 2004 per Francisco Goin et al., que l'identificaren provisionalment com a última molar superior del costat esquerre. Tot i veure-hi semblances amb els ungulats sud-americans, alguns rosegadors primitius i els multituberculats, els investigadors conclogueren que probablement es tractava d'una dent de gondwanateri (un grup de mamífers poc coneguts que visqueren entre el Cretaci i l'Eocè a algunes parts del supercontinent meridional de Gondwana). Segons ells, el gondwanateri més proper a LACM 149371 era el feruglioteri, del Cretaci de l'Argentina.

## Descobriment i context
LACM 149371 fou descobert l'any 1998 al jaciment de Santa Rosa, a la regió peruana d'Ucayali. La fauna de Santa Rosa també conté fòssils d'espècies úniques de rosegadors histricògnats i marsupials, un possible ratpenat i diversos notoungulats. El 2004 es publicà un inventori d'aquesta fauna en un volum de les Science Series del Museu d'Història Natural del Comtat de Los Angeles, que incloïa un article en què Francisco Goin et al. presentaven i descrivien LACM 149371.
L'antiguitat de la fauna de Santa Rosa és molt incerta. Això és degut a la dificultat de situar l'aflorament fossilífer de Santa Rosa en una unitat estratigràfica determinada, així com les grans diferències entre la fauna d'aquest jaciment i la d'altres localitats, cosa que redueix dràsticament la utilitat de la bioestratigrafia per datar-lo. En un resum del volum del 2004, Kenneth Campbell assignà provisionalment el jaciment de Santa Rosa a l'edat de mamífers terrestres (EMT) del Mustersà, prop del límit Eocè-Oligocè, fa uns 35 milions d'anys. Tanmateix, el 2010 Mario Vucetich et al. suggeriren que la fauna de Santa Rosa podria ser bastant més recent; potser fins i tot de l'EMS del Deseadà (Oligocè superior, fa uns 25 milions d'anys). Segons Campbell, els mamífers de Santa Rosa probablement vivien en un hàbitat de sabana amb rius.

## Descripció
LACM 149371 és una dent molariforme mal conservada que pràcticament no té superfície esmaltada recognoscible i presenta molts solcs i forats petits a la superfície de la corona. Això indica que la dent hauria pogut sofrir un procés de degradació química, possiblement provocat pel contacte amb aigua àcida o pel seu pas a través del tracte digestiu d'un depredador. Les arrels han caigut, però les cavitats pulpars restants indiquen que la dent devia tenir quatre arrels principals que estaven unides parcialment, formant dos parells. Una cavitat pulpar més petita situada entre aquestes quatre arrels suggereix que probablement n'hi havia una cinquena, mentre que una petita depressió podria representar una sisena arrel.
La corona de la dent és triangular i presenta sis cúspides que estan unides per crestes baixes i envolten dues fosses (conques) baixes i una tercera fossa més petita. A causa de la complexitat de la corona, Goin et al. la descrigueren com a dent molar. Es basaren en el nombre d'arrels, la distribució de les cúspides i la forma de la dent per descriure-la com a molar superior i conclogueren que es tractava d'una última molar pel seu perfil afilat. El costat més llarg de la dent és pla i baix en comparació amb els altres costats, cosa que suggereix que es tracta de la vora labial (exterior). Això voldria dir que la dent es trobava a la part esquerra de la mandíbula. Basant-se en aquesta interpretació, la dent mesura 2,65 mm de llargada, 2,20 mm d'amplada, 1,05 mm d'alçada a la vora labial i 1,30 mm d'alçada a la vora lingual (interior).
Per facilitar-ne l'anàlisi, Goin et al. assignaren lletres de la A a la F a les sis cúspides: A a la del cantó labial anterior, B a la de la vora labial, C a la del cantó posterior, D a la de la vora lingual, E a la del cantó lingual anterior i F a la de la vora anterior. La gran fossa anterior se situa entre les cúspides A, B, D, E i F. La fossa intermèdia, més petita, es troba entre les cúspides B i D. La fossa posterior, molt més petita, es troba just al davant de la cúspide C. Les tres són gairebé rodones. La cúspide A (la més gran) és triangular i està separada de la cúspide B (més petita i arrodonida) per una depressió profunda. Una cresta baixa les connecta en un punt més lingual i separa la depressió de la fossa anterior. La part posterior de la cúspide B està connectada a una llarga cresta que arriba a la fossa posterior i després a la petita cúspide C, que presenta un solc a la vora labial. Està separada de la cúspide D per una depressió. La cúspide D té forma de cresta i fa de paret lingual de la fossa intermèdia; se l'ha descrit com a «molt estranya» i podria ser que en realitat es tractés d'un parell de cúspides triangulars fusionades. Hi ha una cresta que surt de la cúspide D i separa les fosses posterior i intermèdia, mentre que una altra cresta més gran separa la fossa anterior de la posterior i arriba gairebé fins a la cúspide B. La cúspide B és triangular i està separada de les cúspides F i D per depressions, l'interior de les quals està delimitat per crestes que connecten les cúspides entre si. La cúspide F és arrodonida. Resulta difícil observar la microestructura de l'esmalt dental, car la dent està degradada, tot i que s'hi poden observar estructures que semblen prismes de l'esmalt (feixos de cristalls d'hidroxiapatita) i bandes de Hunter-Schreger.

## Interpretació
La complexitat de la corona dugué Goin et al. a identificar la dent com a pròpia d'un mamífer. Tot i que alguns grups no mamiferoides, com ara els crocodilians, tenen dents complexes, caps d'ells no s'acosta al grau de complexitat que presenta LACM 149371. Els investigadors no hi veieren cap semblança amb els australosfènides (incloent-hi els monotremes), els metateris (incloent-hi els marsupials) ni amb els xenartres o altres grups propers. Hi observaren una semblança amb les premolars superiors dels ungulats primitius de Sud-amèrica, però la distribució de les cúspides és diferent de la de qualsevol ungulat. La dent també s'assembla una mica a les de dos rosegadors primitius, Ivanantonia (Àsia) i Nonomys (Nord-amèrica), però Ivanantonia presenta un solc central i manca de fosses, mentre que Nonomys té un cíngol prominent a les vores de les dents i també manca de fosses.
La dent s'assembla a les dents dels multituberculats (un gran grup de mamífers extints les dents dels quals tenien moltes cúspides) pel que fa a la forma de les depressions i les crestes, però els multituberculats manquen de fosses i normalment tenen dents quadrangulars amb dues fileres longitudinals de cúspides separades per una depressió central. En aquest aspecte, LACM 149371 també s'assembla a les dents dels gondwanateris, un grup petit i enigmàtic de mamífers que visqueren entre el Cretaci i l'Eocè als continents que formaven Gondwana i que podrien estar relacionats amb els multituberculats. En particular, el feruglioteri (Cretaci superior de l'Argentina) presenta cúspides de morfologia similar i té crestes que enllacen les cúspides i el centre de les dents. Tanmateix, no s'han trobat molars superiors de feruglioteri i les seves dents, que tenen la corona baixa, manquen de fosses profundes. Una altra família de gondwanateris, els sudamerícids, tenen la corona més elevada i presenten fosses. La conclusió de Goin et al. fou que LACM 149371 pertany probablement a la família dels ferugliotèrids, dins dels gondwanateris. Si fos així, es tractaria d'un dels membres d'aquest grup més recents coneguts.